# Schloss Eschenfelden

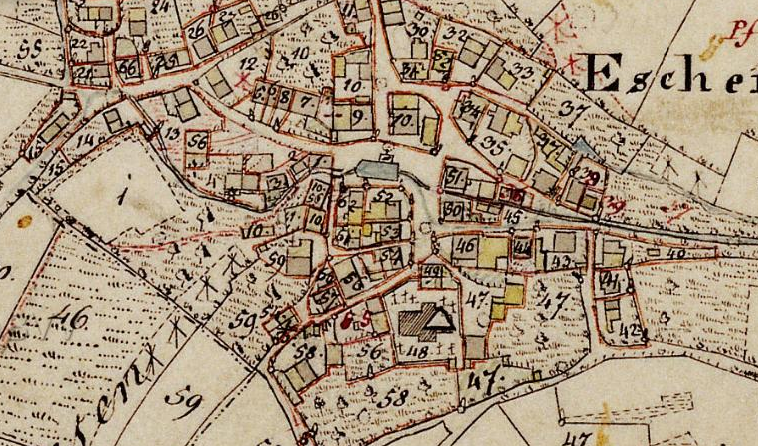
Eschenfelden auf dem Urkataster von Bayern

Das Schloss Eschenfelden ist ein abgegangenes Schloss in Eschenfelden, heute einem Gemeindeteil der Gemeinde Hirschbach im Oberpfälzer Landkreis Amberg-Sulzbach von Bayern. Die Straßenbezeichnung „Schossplatz“ weist noch auf das früher bestandene Schloss hin. Ein ursprünglich wohl zum Schloss gehöriges Wohnhaus (Schloßhof 2) ist erhalten geblieben; es ist unter der Aktennummer D-3-71-128-29 als Baudenkmal von Eschenfelden verzeichnet. 

## Geschichte
Bereits 1129 wurde der Ortsadelige Heberhardus de Eschenuelden als Zeuge in einer Urkunde des Klosters Kastl genannt. 1132 erwarb Bischof Otto vom Bistum Bamberg Eschenfelden für das von ihm gestiftete Kloster Michelfeld. Von seinem Nachfolger Egilbert wurde das Dorf gegen das Gut Gunzendorf bei Auerbach vertauscht. In dieser Zeit nannten sich Bambergische Ministeriale nach Eseult.
Dann fiel Eschenfelden an die Grafen von Hirschberg, die es vermutlich über die 1188 ausgestorbenen Grafen von Sulzbach erhalten hatten. Vom letzten Graf von Hirschberg, Gebhard VI., kamen der Kirchensatz und die Vogtei über Eschenfelden an das Kloster Kastl. Nach dem Aussterben der Eschenfelder kam die Ministerialenburg 1316 auf dem Erbweg an die Herren von Breitenstein. 1398 verkaufte Jörg von Breitenstein Eschenfelden an Herdegen und Valtzner zu Prag und Bruno sowie an Günther und Hans die Liesperger. Dieser Besitzerwechsel hatte aber keinen Bestand, denn danach sind die Breitensteiner ununterbrochen als Inhaber zum Landgericht Sulzbach gehörenden der Hofmark nachgewiesen.
Erst Hermann von Breitenstein musste infolge von Überschuldung 1644 die Hofmark an seinen Verwandten Fuchs von Walburg verkaufen. Als weitere Besitzer folgten die Nürnberger Patrizierfamilie Schlüsselfelder (1652–1660), dann die Stettner (1660–1670) und schließlich 1712 der Sulzbacher Oberforstmeister Johann Ferdinand Geryll von Altdorf. 1715 hat Paul Sigmund von Preysing das Schloss zu Eschenfelden bewohnt.
1733 verkaufte Pfalzgraf Johann Christian das Gut zusammen mit der niederen Gerichtsbarkeit und dem Patronatsrecht an die Nürnberger Patrizierfamilie Harsdorf. Bei dieser Familie verblieb das Gut bis zur Mitte des 19. Jahrhunderts. Der Hofmarksbesitz wurde 1811 endgültig zertrümmert, der Verkauf der Schlossgüter setzte aber bereits zu Anfang des 18. Jahrhunderts ein. Das Schloss ging 1860 an Friedrich Schwemmer über.

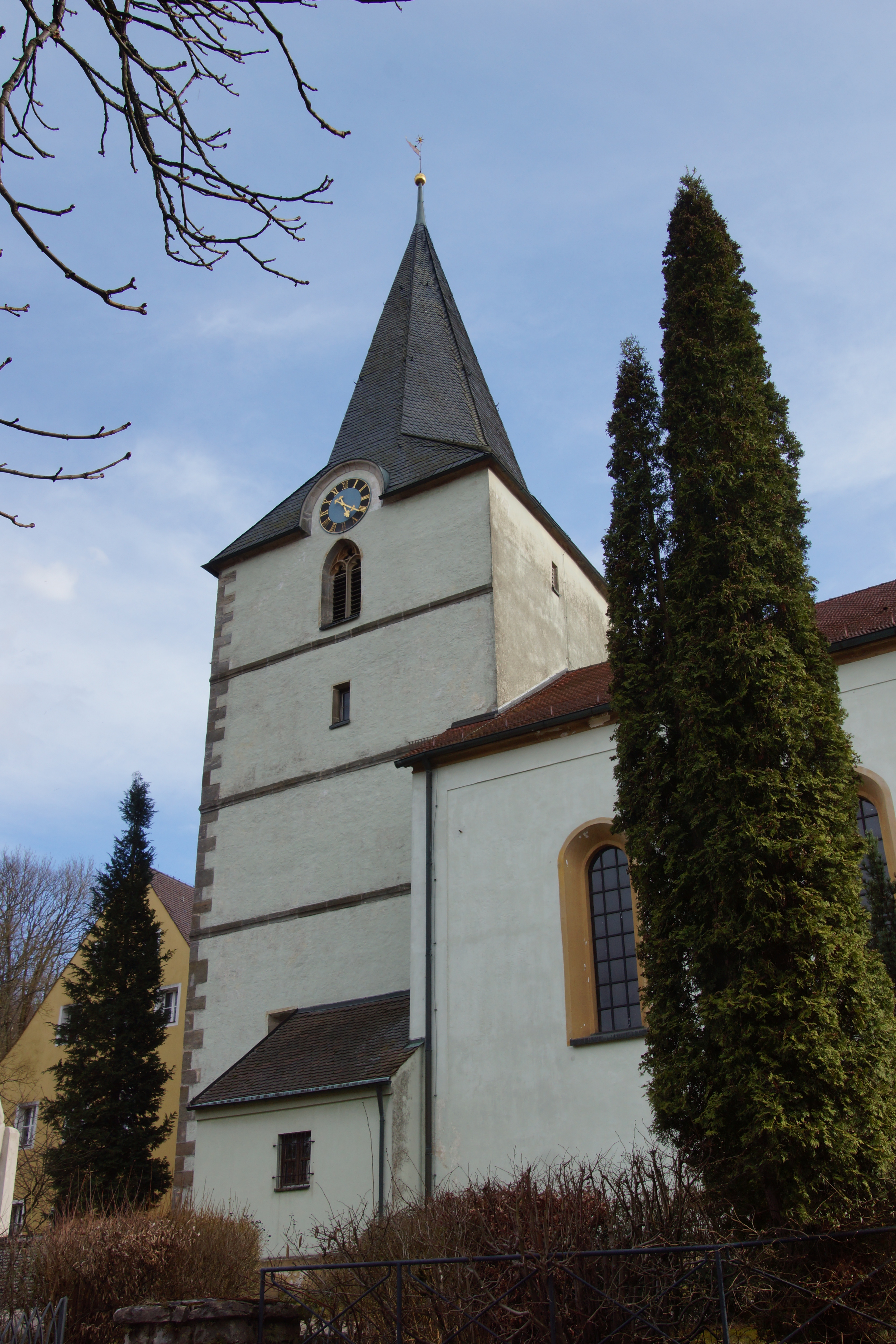
Chorturm der Corpus-Christi-Kirche in Eschenfelden

## Baulichkeit
Über das Aussehen des Schlosses ist nichts überliefert. Es wird aber berichtet, Eschenfelden „habe ein schönes Schloß, dahin Ihre fürstl. Gnaden Pfalzgraf Augustus zu Sulzbach einen Verwalter gesetzt“.
Im 19. Jahrhundert wurde es von seinem Besitzer Schwemmer wegen Baufälligkeit abgerissen und an seiner Stelle wurde ein Neubau errichtet. Es ist zu vermuten, dass die Kirche von Eschenfelden früher die  Burgkapelle des Schlosses war. Dafür spricht der massive gotischem Turm, dem eine Wehr- und Wachfunktion zugeschrieben werden kann. Zudem sind in dem heutigen Chorturm im Untergeschoss noch Schießscharten vorhanden, die auf eine ehemalige Burganlage hinweisen. Auf dem Urkataster von Bayern geht die Lage eines Schlosses bei der Kirche nicht eindeutig hervor, da das Flurstück Nr. 1, auf dem üblicherweise der Hofmarksitz zu vermuten ist, etwas von der Kirche entfernt liegt.